# Fumerault
Fumerault est étalé sur un domaine de 175 ha sur la commune de Saint-Aubin-Château-Neuf dans le département de l'Yonne et de la région Bourgogne-Franche-Comté.
Il faut distinguer le Petit Fumerault du Grand Fumerault.
Le Petit Fumerault est un hameau constitué d'anciennes fermes, d'un puits et d'une mare communale implantés le long de la route communale qui descend vers la D3.
Le Grand Fumerault est le château de Fumerault.

## Histoire
Il est fait une première fois mention de « domaisne de Fumeraut » lorsque le roi
Louis VI le Gros l’offre à son fils cadet (Pierre Ier de Courtenay).
Peu après 1147, les moines cisterciens procèdent à l'assainissement de la forêt de Fumerault, résorbent les tourbières et boues forestières. C'est vers cette date que furent posées des bornes en limite de Fumerault et des Ormes.
En 1556, le fief de Fumerault, auquel est reconnu droit de « haute, moyenne et basse justice » est propriété des seigneurs de Courtenay. Il a également droit de « colombier » (le colombier subsiste) et de « pont levis » (ce dernier droit ne sera pas utilisé).
C’est en 1673, sous Louis XIV, que le domaine qui ne comporte qu’une seule petite maison devient la propriété d’Adrien Rollin, natif de Saint Aubin et fils d’Eloi Rollin, le prévôt de justice du seigneur de Courtenay. Ce dernier acquiert également Fourolles (acheté de Leonce de France) et le domaine de Beaurin. Adrien devenu Adrien Roslin de Fourolles est sans doute à l’origine de la plantation d’un chêne quenouille ou chêne fastigié aujourd’hui tricentenaire et le plus important de cette variété en France. Cette première union de Fumerault et Fourolles durera 9 années.
En 1720, les deux domaines seront à nouveau unis, Fourolles est alors la « maison noble » et Fumerault le « pavillon ». Sous l’impulsion de Catherine de Montmerqué (veuve de Noël Yacinthe Roslin de Fourolles) le domaine de Fumerault prend un nouvel essor. Quand vers 1730 le Vrin est décrété apte au flottage des bois, le domaine est exploité, agrandi de nouvelles terres (ferme et bois de Beauregard). Le Berceau et les Meilliers sont alors propriétés des domaines de Fourolles et Fumerault. Sur la carte, on retrouvera un lieu-dit – à l’intersection de la D3 et de la D99 – dont le nom « le Grand Port » est directement lié à l’activité de flottage du bois vers la capitale.
En 1798, le propriétaire se sépara de Fourolles et fera construire l’actuelle maison noble. Pierre Fréderic Lemonier acquiert la propriété en 1818, puis celle-ci échoit à son neveu par alliance, Charles Bazin (†1893). La famille Bazin de Gribeauval conservera le domaine jusqu’en 1920. La maison noble se verra ajouter deux ailes

## Population
En 1855 : au Grand Fumerault il y avait 13 habitants, au Petit Fumerault il y avait 45 habitants

## Le Château de Fumerault
La maison noble, construite en 1812, est complétée par des communs, un colombier et une maison ancienne, un crucifix à l'emplacement d'une ancienne chapelle.
Le parc compte un chêne datant de Louis XIV, le plus important chêne « quenouille » existant en France, ainsi qu'un Tulipier de Virginie presque aussi âgé.
Le Grand Fumerault fut, au début du XXe siècle rebaptisé pour un temps « Château de la Ricardière ». Ce nom apparu, entre les deux guerres à l’initiative d’un des propriétaires (Ricard, nom populaire d’oiseau aurait inspiré ce dernier), a désigné pendant quelques décennies le domaine de Fumerault. Il ne faut y voir là aucun lien avec l’un des précédents propriétaires.

## Quelques personnages attachés au domaine de Fumerault
- Louis Ier de Courtenay (1485-1540) « Louis de Courtenay, escuyer, en son vivant seigneur de Boutin et aussy de Sommecaize en partye et de Fumerault, de Franville et du Martroy …. » [3]
- François de Courtenay (1559) qui, si l’on en croit les cahiers de doléances destinées aux États généraux de 1617, « impose à ses sujets soumissions et servitudes, sans droit ni justice ».
- Adrien Roslin de Fourolles (†1694) : Docteur en théologie, curé de Saint Médéric à Paris. Une « vénérable et scientifique personne » selon le registre paroissial de Saint Aubin.
- Edmée Amiot (né à Saint Aubin) : Oncle maternel d’Adrien, curé de Saint-Aubin (1644), il fut également chanoine d’Auxerre et curé de saint Médéric. Personnage dont Charles-Augustin Sainte-Beuve peint un triste portrait dans « Port Royal ».
- La Comtesse Rossi di Montelera (propriétaire des apéritifs Martini-Rossi)

## Les Archives de Bontin
Dans les archives de Bontin, Fumerault est un domaine morcelé. Dès 1521 on constate que plusieurs parcelles sont indépendantes les unes des autres, et a fortiori du Château.
- « Pierre de Courtenay n’avait pas été marié, mais il laissait trois enfants naturels. Denis Julienne et Hannibal auxquels il léguait par son testament (7 février 1525): 1) une somme de quatre cents livres tournois pour une fois, 2) « a perpétuité les rentes des bledz et avoines qui doibvent Georges Duru et son fils et Jehan gaultier, des biens et heritages qu’ils tiennent de luy testateur, au lieu de Fumerault, sur les vallées de Sertagollant, reservé aux héritiers de luy testateur les cens, justice et seigneurie et aultres droict seigneuriaulx seullement, hors les grains »[4]. La vallée de Sertagollant est la vallée du ruisseau du Vrin au-dessous de Fumerault.
- « Le 7 juin 1521, il (Louis Courtenay) donna à bail, à jean Jacob dit Louat, demeurant à Fumerault, une maison avec quatre Arpents de terre au finage de Fumerault, en la vallée de Charmant. » [5]
- « Il transigea, le 29 décembre 1535 par acte passé à Bontin, avec Pierre Lévesque, seigneur de Ruau, maitre des forges de Villiers saint benoit, qui lui céda des terres à Fumerault, sur la vallée de Charmant. » [6]

## Sources
La section "histoire" est issu (très probablement) du journal paroissial "7 jours".